# Jean Prigent
 Jean Prigent ou Jean Prégent (mort en 1472) est un ecclésiastique breton qui fut successivement évêque de Saint-Pol-de-Léon, de Saint-Brieuc, et temporairement en 1450 de Saint-Malo, et de Vannes.

## Origine
Docteur en droit civil et en droit canon, chanoine de Vannes et de Guérande, il est conseiller, trésorier et garde des lettres du duché. Le duc Jean V de Bretagne, l'envoie en ambassade auprès du pape Eugène IV en 1432. Cubiculaire du pape, il est nommé par ce dernier archidiacre d'Ac'h dans l'évêché de Saint-Pol-de Léon le 19 juin 1432, puis chanoine de Léon le 7 août. Le 20 août, Prigent reçoit de la chancellerie pontificale l'indult de l'autel portatif et des lettres pour rentrer en Bretagne.
En juillet 1433, il effectue une mission en Angleterre puis à la fin de la même année auprès du duc de Bourgogne. Il assiste au conseil ducal du 19 décembre puis l'année suivante il participe au Concile de Bâle avec la délégation bretonne où il joue un rôle de première importante avant de revenir en Bretagne et d'assister au conseil du 9 janvier 1435.

## Carrière
L'évêque de Saint-Pol-de-Léon,  Olivier du Teillay étant transféré à Saint-Brieuc, Jean Prigent, qui jouit de la totale confiance du duc, est nommé à ce siège le 4 juillet 1436. Après la mort de son prédécesseur, le pape Eugène IV lui donne l'évêché de Saint-Brieuc le 27 février 1439 avec l'accord du duc favorable à l'avancement de son principal conseiller. À Saint-Pol, il est remplacé par Alain de Kérouzéré, élu du chapitre, soutenu par le duc à qui le pape oppose Guillaume Le Ferron. 
Après la mort de Jean V, Jean Prigent déçu de ne pas avoir reçu la pourpre cardinalice promise par le pape Eugène IV fait entrer provisoirement la Bretagne dans le parti du concile de Bâle après l'accession au trône de François Ier de Bretagne. De ce fait, après le retour de la Bretagne dans l'obédience d'Eugène IV et bien qu'il soit à cette époque l'ecclésiastique le plus en vue du duché, le siège de Nantes lui échappe en juin 1443 au profit de Guillaume de Malestroit En 1440, Jean Prigent est l'un des deux juges désignés pour recevoir la confession de Gilles de Rais lors de son procès.
Dans le cadre des multiples transferts épiscopaux lié à l'ambition du favori du duc François Ier, Jacques d'Espinay, d'occuper le siège de Nantes, Jean Prigent est nommé évêque de Saint-Malo le 25 avril 1450, il résigne ce siège dès le 15 juillet et devient à la même date évêque de Vannes où il se heurte à l'élu du chapitre Yves de Pontsal. Il doit se résigner à regagner son siège de Saint-Brieuc après un long procès auprès de la Curie romaine qui se prononce pour l'éviction de Jacques de Pencoëdic qui avait été élu à sa place. Le 7 juillet 1460 il obtient dans ce contexte une commission apostolique adressée à l'abbé de Saint-Mélaine contre certains laïques de son diocèse rebelle à son autorité.
Jean Prigent fait bâtir dans sa cathédrale la chapelle du Saint Sacrement où se trouve le tombeau de Guillaume Pinchon et il meurt finalement à Saint-Brieuc en 1472 où il a comme successeur Pierre de Montfort Laval.

## Sources
- Barthélémy-Amédée Pocquet du Haut-Jussé, Les Papes et les Ducs de Bretagne, COOP Breizh Spézet (2000)  (ISBN 284346 0778).
- (en) Catholic Hierarchy.org Bishop : Jean Prigent